# 마이 플레이스
"마이 플레이스"(My Place)는 한국에서 제작된 박문칠 감독의 2013년 다큐멘터리 영화이다. 박문칠 등이 주연으로 출연하였고 박문칠 등이 제작에 참여하였다.

## 출연

### 주연
- 박문칠

## 기타
- 촬영보: Peace Park
- 음향편집: 고은하
- 사운드슈퍼바이저: 표용수
- 마케팅: 진명현
- 마케팅: 서윤희
- 마케팅: 임유청
- 광고디자인: 최지웅
- 광고디자인: 박동우
- 애니메이션: 홍순연
- 텍스트디자인: 조완웅
- 포스트프로덕션지원: 김형희
- 포스트프로덕션지원: 구희선
- 포스트프로덕션지원: 김동민
- 예고편: 김익진
- 온라인마케팅: 윤승현
- 온라인마케팅: 박선희
- 온라인마케팅: 허윤정